# Aeronomy of Ice in the Mesosphere
Aeronomy of Ice in the Mesosphere (AIM) – satelita NASA należący do programu Explorer, służący do badania tworzących się w mezosferze obłoków srebrzystych. Został umieszczony na orbicie okołobiegunowej na wysokości 600 km nad Ziemią. Zadaniem projektu jest ustalenie przyczyny tworzenia się i zmienności obłoków srebrzystych, określenie związków między nimi a meteorologią mezosfery w obszarach polarnych. Chmury te są obiektem szczególnego zainteresowania naukowców, gdyż zaobserwowany w ostatnich latach wzrost częstotliwości ich występowania oraz pojawianie się ich w coraz niższych szerokościach geograficznych mogą być spowodowane zmianami klimatu.
Satelita wyposażony jest w trzy instrumenty:
- CIPS (Cloud Imaging and Particle Size Experiment) – robiący zdjęcia chmur
- SOFIE (Solar Occultation for Ice Experiment) – robiący pomiary temperatury, ilości dwutlenku węgla, metanu, tlenków azotu, ozonu i aerozoli
- CDE (Cosmic Dust Experiment) – do pomiaru ilości pyłu, który przedostaje się do atmosfery z kosmosu

Satelita o masie 197 kg został umieszczony na orbicie 25 kwietnia 2007 za pomocą rakiety Pegasus XL zbudowanej przez Orbital Sciences Corporation. Rakieta została doczepiona do odrzutowca Lockheed L-1011 Stargazer. Na wysokości 12 km Pegasus został odłączony i przez 10 minut leciał w stronę przestrzeni kosmicznej.
Misja AIM była planowana początkowo na 26 miesięcy, jednak NASA przedłużyła ją aż do końca roku fiskalnego 2012.